# Kolhabi
Kolhabi (Nepali कोल्हवी) ist eine Stadt im mittleren Terai Nepals im Distrikt Bara.
Die Stadt entstand Ende 2014 durch Zusammenlegung der Village Development Committees (VDCs) Kakadi, Kolhabi, Prasona und Sapahi.
Kolhabi liegt 30 km östlich von Birganj am Fuße der Siwaliks.
Das Stadtgebiet von Kolhabi umfasst 102,4 km².

## Einwohner
Bei der Volkszählung 2011 hatten die VDCs, aus welchen die Stadt Kolhabi entstand, 23.765 Einwohner (davon 11.463 männlich) in 4528 Haushalten.